# Tuvalisa Rangström
Tuvalisa Rangström,, folkbokförd Tuva Lisa Elinor Rangström Ågren, född 25 mars 1972 i Enskede församling, är en svensk skådespelare, textförfattare och programledare.
Rangström spelade 2006 i Herr Ricardos dödsshow, där hon skrev manus. Hennes man Peter Ågren stod för musiken.
Under våren 2008 var Rangström programledare för programmet Arty på SVT.
Hon är dotter till dramatikern Ture Rangström och Lena Rangström, 1:e intendent vid Livrustkammaren.
Tuvalisa Rangström ger röst åt flera barnfilmsfigurer, t.ex. Fru Pteranodon i Dinosaurietåget, ekorrmamman i Gruffalon och Cementblandaren Menta, Fröken Potts, och Fru Bredberg i Byggare Bob.
2016 gjorde hon librettot till Rokokomaskineriet på Drottningholms slottsteater.

## Filmografi roller i urval
- 1996 – De bortglömda leksakerna (TV-serie) (röst)
- 1998 – c/o Segemyhr (TV-serie) (Gästroll)
- 1998 – Muntra fruarna i Windsor
- 1999 – Hembesök
- 2000 – Fem gånger Storm (TV-serie)
- 2003 – Tills döden skiljer mig åt
- 2003 – Evidence

## Teaterroller (ej komplett)
| År   | Roll              | Produktion                                                                   | Regi           | Teater                 |
| ---- | ----------------- | ---------------------------------------------------------------------------- | -------------- | ---------------------- |
| 1995 | Thomasina Coverly | Arkadien (Arcadia) Tom Stoppard                                              | Frej Lindqvist | Stockholms stadsteater |
| 1999 | Kate Nickleby     | Nicholas Nickleby (The Life and Adventures of Nicholas Nickleby) David Edgar | Georg Malvius  | Stockholms stadsteater |